# 松本愛美
松本 愛美（まつもと なるみ、1995年8月9日 - ）は、日本の元女子バスケットボール選手である。現役時代のポジションはガード。山口県出身。Wリーグの富士通レッドウェーブに所属していた。

## 人物
慶進高校から筑波大学を経て、2018年1月、アーリーエントリーとして富士通レッドウェーブ加入。
2019年、ユニバーシアード日本代表に選出される。
2020年、現役引退。

## 経歴
- 慶進高 - 筑波大 - 富士通（アーリーエントリー・2018〜2020）

## 代表歴
- 2019ユニバーシアード